# 山梨クィーンビーズ
山梨クィーンビーズ（やまなしクィーンビーズ、英: Yamanashi Queenbees）は、日本の女子バスケットボールチーム。Wリーグ所属。ホームタウンは山梨県甲斐市・甲府市・北杜市・昭和町・南アルプス市・山梨市・富士吉田市・韮崎市・甲州市で、運営法人の山梨クィーンビーズバスケットボールクラブの所在地および練習場所は甲斐市。前チーム名は甲府クィーンビーズ。

## 歴史

### 日立甲府
1968年に日立甲府女子バスケットボール部として創部。実業団リーグを勝ち上がり、1973年に創立から6年で日本リーグ2部に昇格。1976年から1979年、1988年から1997年には日本リーグ1部に所属することもあった。

### クラブ化
1999年に日立甲府がバスケットボールから撤退したためクラブチーム化。名前を「甲府クィーンビーズ」に改名し、同年設立されたW1リーグに参加。WJBLでは初のクラブチームとなる。2002-03シーズンはクラブ化後初となるWIリーグ優勝を果たす。2003年以降はルネサス テクノロジ（現ルネサスエレクトロニクス）の支援を受ける。2007年にルネサス テクノロジの支援縮小により経営危機が囁かれたが、翌年、新たにプリンセス・テンコーがスポンサーになったことからチームの存続が決定。同時に広域化を目指すためチーム名を「山梨クィーンビーズ」に改名した。県内7市町村の協力によるクリニックや山梨県バスケットボール協会との連携によるホームタウンゲームも開催した。
2009年より社団法人・完全クラブ化される。法人名は「一般社団法人山梨クィーンビーズバスケットボールクラブ」。社団法人によるトップレベルチームの経営は男子も含めて日本バスケットボール界史上初となる。代表者は島立登志和ゼネラルマネージャーが就任。2010年からはルネサスエレクトロニクス以外の企業に勤務する選手も加入している。

### 関東実業団リーグ
2013年10月1日、2014年度のWリーグ参戦見送りを発表。真のクラブチームになることをめざし、クラブ再建計画を策定。「ゼロからのスタート―Wリーグ復帰」を合言葉に同年度より関東実業団リーグに所属し、将来のWリーグ復帰を目指す。Wリーグからはリーグ復帰の条件として、戦力面では全日本実業団バスケットボール選手権大会でベスト4以上、資金面と統制面では継続的にリーグ参戦できる経済基盤と統治組織を整備すること求められており、これらの条件を満たした場合に早ければ2016-17シーズン以降にWリーグ復帰が認められる。
2015年の全日本実業団バスケットボール選手権大会でベスト4に入ったことで成績面での条件をクリア。また地域密着による経済基盤と統治組織の整備が進んだことから7月23日の理事会で2016-17シーズンからのWリーグ復帰が決定した。

## 成績

### 旧日本リーグ（日立甲府バスケットボール部時代）
| 年度   | リーグ回数 | 所属ディビジョン       | 順位 | 勝敗 (勝-敗) |
| ------ | ---------- | ---------------------- | ---- | ------------ |
| 1968年 | 第2回      | 旧日本リーグ 実業団4部 | 1位  |              |
| 1969年 | 第3回      | 旧日本リーグ 実業団3部 | 1位  |              |
| 1970年 | 第4回      | 旧日本リーグ 実業団2部 | 1位  |              |
| 1971年 | 第5回      | 旧日本リーグ 実業団1部 | 1位  |              |
| 1972年 | 第6回      | 旧日本リーグ 実業団1部 | 1位  |              |
| 1973年 | 第7回      | 旧日本リーグ2部        | 5位  | 4-6          |
| 1974年 | 第8回      | 旧日本リーグ 実業団1部 | 1位  |              |
| 1975年 | 第9回      | 旧日本リーグ2部        | 2位  | 8-2          |
| 1976年 | 第10回     | 旧日本リーグ1部        | 5位  | 3-7          |
| 1977年 | 第11回     | 旧日本リーグ1部        | 5位  | 3-7          |
| 1978年 | 第12回     | 旧日本リーグ1部        | 5位  | 2-8          |
| 1979年 | 第13回     | 旧日本リーグ1部        | 6位  | 1-9          |
| 1980年 | 第14回     | 旧日本リーグ2部        | 1位  | 10-0         |
| 1981年 | 第15回     | 旧日本リーグ2部        | 2位  | 7-3          |
| 1982年 | 第16回     | 旧日本リーグ2部        | 2位  | 5-5          |
| 1983年 | 第17回     | 旧日本リーグ2部        | 3位  | 10-4         |
| 1984年 | 第18回     | 旧日本リーグ2部        | 5位  | 7-7          |
| 1985年 | 第19回     | 旧日本リーグ2部        | 3位  | 8-6          |
| 1986年 | 第20回     | 旧日本リーグ2部        | 3位  | 10-4         |
| 1987年 | 第21回     | 旧日本リーグ2部        | 2位  | 10-4         |
| 1988年 | 第22回     | 旧日本リーグ1部        | 11位 | 4-11         |
| 1989年 | 第23回     | 旧日本リーグ1部        | 11位 | 2-13         |
| 1990年 | 第24回     | 旧日本リーグ1部        | 8位  | 5-10         |
| 1991年 | 第25回     | 旧日本リーグ1部        | 6位  | 6-9          |
| 1992年 | 第26回     | 旧日本リーグ1部        | 8位  | 8-14         |
| 1993年 | 第27回     | 旧日本リーグ1部        | 6位  | 5-6          |
| 1994年 | 第28回     | 旧日本リーグ1部        | 6位  | 4-7          |
| 1995年 | 第29回     | 旧日本リーグ1部        | 11位 | 5-16         |
| 1996年 | 第30回     | 旧日本リーグ1部        | 10位 | 6-16         |
| 1997年 | 第31回     | 旧日本リーグ1部        | 12位 | 4-7          |
| 1998年 | 第32回     | 旧日本リーグ2部        | 1位  | 8-2          |

### W LEAGUE
| 年度    | リーグ   | 回 | レギュラーシーズン | レギュラーシーズン | レギュラーシーズン | プレイオフ   | 最終結果 | 皇后杯  |
| 年度    | リーグ   | 回 | 勝                 | 敗                 | 順位               | プレイオフ   | 最終結果 | 皇后杯  |
| ------- | -------- | -- | ------------------ | ------------------ | ------------------ | ------------ | -------- | ------- |
| 1999-00 | W1リーグ | 1  | 8                  | 6                  | 3位                | ---          |          |         |
| 2000-01 | W1リーグ | 2  | 5                  | 10                 | 5位                | ---          |          |         |
| 2001-02 | W1リーグ | 3  | 9                  | 6                  | 3位                | ---          |          |         |
| 2002-03 | W1リーグ | 4  | 9                  | 3                  | 1位                | 入替戦0勝2敗 |          |         |
| 2003-04 | W1リーグ | 5  | 8                  | 4                  | 2位                | ---          |          |         |
| 2004-05 | W1リーグ | 6  | 5                  | 7                  | 4位                | ---          |          |         |
| 2005-06 | W1リーグ | 7  | 8                  | 8                  | 2位                | ---          |          | 2回戦   |
| 2006-07 | W1リーグ | 8  | 8                  | 8                  | 3位                | ---          |          | 2回戦   |
| 2007-08 | W1リーグ | 9  | 5                  | 11                 | 5位                | ---          |          | ---     |
| 2008-09 | W1リーグ | 10 | 6                  | 10                 | 4位                | ---          |          | 3回戦   |
| 2009-10 | W1リーグ | 11 | 5                  | 11                 | 4位                | ---          |          | 3回戦   |
| 2010-11 | W1リーグ | 12 | 6                  | 10                 | 4位                | ---          |          | ---     |
| 2011-12 | W1リーグ | 13 | 1                  | 15                 | 5位                | ---          |          | ---     |
| 2012-13 | Wリーグ  | 14 | 0                  | 22                 | 12位               | ---          |          | 1回戦   |
| 2013-14 | Wリーグ  | 15 | 2                  | 31                 | 12位               | ---          |          | 3回戦   |
| 2014-15 | Wリーグ  | 16 |                    |                    | 不参加             | ---          |          | ---     |
| 2015-16 | Wリーグ  | 17 |                    |                    | 不参加             | ---          |          | 3回戦   |
| 2016-17 | Wリーグ  | 18 | 0                  | 27                 | 12位               | ---          |          | 2回戦   |
| 2017-18 | Wリーグ  | 19 | 3                  | 30                 | 11位               | ---          |          | 5回戦   |
| 2018-19 | Wリーグ  | 20 | 2                  | 20                 | 11位               | ---          |          | 4回戦   |
| 2019-20 | Wリーグ  | 21 | 3                  | 13                 | 10位               | 中止         |          | ベスト8 |
| 2020-21 | Wリーグ  | 22 | 1                  | 19                 | 西6位              | ---          |          | 2回戦   |
| 2021-22 | Wリーグ  | 23 | 6                  | 16                 | 10位               | ---          | 10位     | 3回戦   |
| 2022-23 | Wリーグ  | 24 | 5                  | 21                 | 12位               | ---          | 12位     | 3回戦   |
| 2023-24 | Wリーグ  | 25 | 6                  | 20                 | 11位               | ---          | 11位     | 4回戦   |

- F:ファイナル、SF:セミファイナル、QF:クォーターファイナル、SQF:セミクォーターファイナル

### 関東実業団リーグ
| 年度   | 順位 |
| ------ | ---- |
| 2014年 | 5位  |
| 2015年 | 優勝 |

### 獲得タイトル
- 日本リーグ2部・WIリーグ優勝 3回

## 選手とスタッフ

### 歴代ヘッドコーチ
1. 炭田久美子（1997-2012）
2. 嶋内誠（2012-2013）
3. 林永甫（2013-2014）
4. 山本亮太（2016-2017）
5. 水上豊（2017-2018.11）
6. 伊與田好彦（2018.12-2022）
7. 金子寛治（2022-）

### 過去の主な所属選手

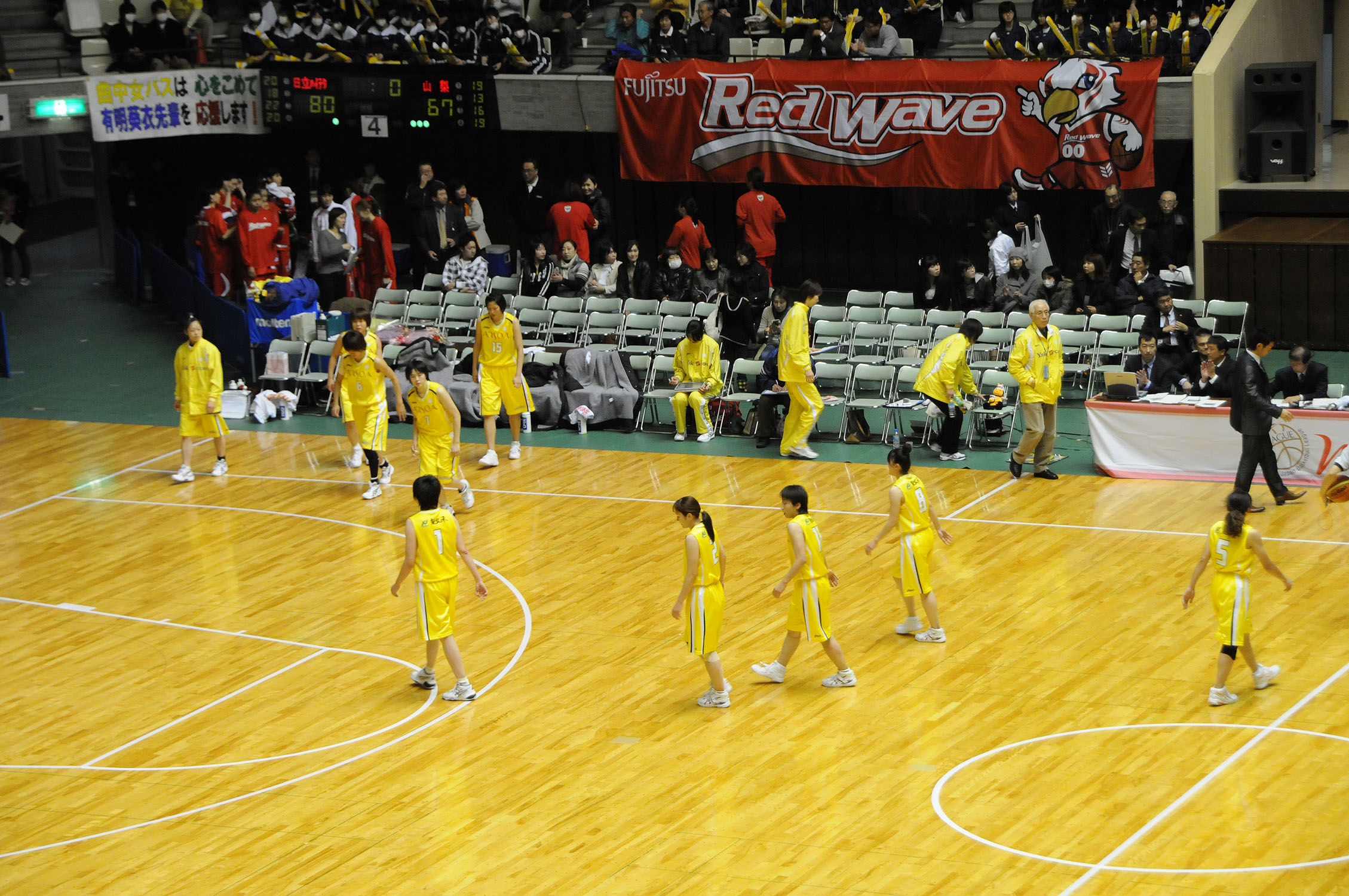
2009年11月29日、秋田県立体育館

- 北川智奈美
- 松木豊子
- 山田知佳
- 松角治夏
- 浅石奈津子
- 松元裕依子
- 佐藤望
- 小沼郁美
- 小松さやか
- 熊谷いずみ
- 佐藤美鈴
- 藤岡恵美衣
- 小泉陽代
- 金原沙織

## マスコット
| No. | 名前                       | ポジション | 誕生日 | 身長  | 出身               |
| --- | -------------------------- | ---------- | ------ | ----- | ------------------ |
| 88  | ビーちゃん（クィーンビー） | 客席最前列 | 8月8日 | 180cm | 山梨県甲斐市西八幡 |

## ユニフォームスポンサー
- サプライヤー：オンザコート
- 前面：日本航空学園
- パンツ：梨北農業協同組合
- 背中上：富士急ハイランド
- 背中下：健康科学大学

## 拠点
以前は大元の母体であるルネサス エレクトロニクスの関連施設敷地内（甲斐市西八幡）にあるルネサステクノロジ体育館を拠点として使用していたが、ルネサス エレクトロニクスの山梨撤退とともに使用不能となり、現在の練習拠点は甲斐市宇津谷（学）日本航空学園内のJ-ship GYMとなっている。